# Javier Adúriz
Javier Adúriz (Buenos Aires, 16 de abril de 1948 - Buenos Aires, 21 de abril de 2011) fue un poeta argentino. Se dedicó a la docencia y colaboró en varias publicaciones de poesía. Fue, además, director de la publicación León en el Bidet.
La revista Omero/poesía le dedicó un número monográfico con antología: Vámonos con Pancho Villa y otros poemas, en 2002. Colaboró regularmente desde su fundación en la revista Hablar de poesía. Ha escrito numerosos ensayos sobre literatura argentina y realizado versiones de poesía inglesa en la colección Traducciones del Dock, que dirigió hasta su fallecimiento.

## Obras
- Palabra sola
- En sombra de elegía
- Solos de conciencia
- Égloga brusca
- La forma humana
- Canción del samurái
- La verdad se mueve
- Esto es así